# 債権者保護手続
債権者保護手続（さいけんしゃほごてつづき）とは、会社法において債権者に対して異議申立てができる旨を公告し異議を申立てた債権者には、弁済、担保提供等を行うことである。

## 概説
- 方法
  - 官報
  - 日刊新聞紙
  - 電子公告
  - 個別催告

## 手続の内容
- 資本金の減少(449条)
官報での公告と個別催告が必要であるが、官報と日刊新聞紙の公告又は官報と電子公告とすることが出来る。
- 準備金の減少(449条)
資本組入れ、欠損補填の場合以外は、官報での公告と個別催告が必要であるが、官報と日刊新聞紙の公告又は官報と電子公告とすることが出来る。
- 吸収合併・新設合併(789条2,3項、799条2項、810条2,3項)
官報での公告と個別催告が必要であるが、官報と日刊新聞紙の公告又は官報と電子公告とすることが出来る。
- 株式交換・株式移転
完全子会社では、完全親会社が完全子会社の新株予約権付社債を承継する場合は、官報での公告と個別催告が必要であるが、官報と日刊新聞紙の公告又は官報と電子公告とすることが出来る。
完全親会社では、完全親会社が完全子会社の新株予約権付社債を承継する場合と対価の大部分が完全親会社の株式以外の財産である場合は、官報での公告と個別催告が必要であるが、官報と日刊新聞紙の公告又は官報と電子公告とすることが出来る。
- 吸収分割・新設分割(810条2,3項)
分割会社では、分割後に分割会社に債務の履行を請求できない債権者に対して官報での公告と不法行為によって生じた債務の債権者に対して個別催告が必要である。
承継会社では、官報での公告と個別催告が必要であるが、官報と日刊新聞紙の公告又は官報と電子公告とすることが出来る。
- 合名会社と合資会社の組織変更
官報での公告と個別催告が必要である。